# 山内康太
山内 康太（やまうち こうだい、1999年11月5日 - ）は山梨県出身のプロサッカー選手。Jリーグ・鹿児島ユナイテッドFC所属。ポジションはGK。

## クラブ経歴
ヴァンフォーレ甲府のアカデミー出身。U-18チームに所属していた2017年、2種登録選手としてトップチームに登録された。
しかしトップチームに昇格することはできず、高校卒業後は日本大学に進学しサッカー部でプレーした。
2021年9月17日、2022年シーズンからのヴァンフォーレ甲府加入内定、並びに特別指定選手承認が発表された。
2025年、鹿児島ユナイテッドFCに期限付き移籍。

## 所属クラブ
- 2006年 - 2012年 若草バイキングサッカースポーツ少年団 (南アルプス市立若草南小学校)
- 2012年 - 2015年 フォルトゥナSC (南アルプス市立若草中学校)
- 2015年 - 2018年 ヴァンフォーレ甲府U-18 (山梨県立白根高等学校)
  - 2017年  ヴァンフォーレ甲府 (2種登録選手)
- 2018年 - 2022年 日本大学
  - 2021年9月 - 同年12月  ヴァンフォーレ甲府 (特別指定選手)
- 2022年 -  ヴァンフォーレ甲府
  - 2025年 -  鹿児島ユナイテッドFC (期限付き移籍)

## 個人成績
| 国内大会個人成績 | 国内大会個人成績 | 国内大会個人成績 | 国内大会個人成績 | 国内大会個人成績             | 国内大会個人成績 | 国内大会個人成績 | 国内大会個人成績 | 国内大会個人成績 | 国内大会個人成績 | 国内大会個人成績 | 国内大会個人成績 |
| 年度             | クラブ           | 背番号           | リーグ           | リーグ戦                     | リーグ戦         | リーグ杯         | リーグ杯         | オープン杯       | オープン杯       | 期間通算         | 期間通算         |
| 年度             | クラブ           | 背番号           | リーグ           | 出場                         | 得点             | 出場             | 得点             | 出場             | 得点             | 出場             | 得点             |
| 日本             | 日本             | 日本             | 日本             | リーグ戦                     | リーグ戦         | リーグ杯         | リーグ杯         | 天皇杯           | 天皇杯           | 期間通算         | 期間通算         |
| ---------------- | ---------------- | ---------------- | ---------------- | ---------------------------- | ---------------- | ---------------- | ---------------- | ---------------- | ---------------- | ---------------- | ---------------- |
| 2022             | 甲府             | 33               | J2               | 0                            | 0                | -                | -                | 0                | 0                | 0                | 0                |
| 2023             | 甲府             | 33               | J2               | 3                            | 0                | -                | -                | 0                | 0                | 3                | 0                |
| 2024             | 甲府             | 33               | J2               | 6                            | 0                | 0                | 0                | 1                | 0                | 7                | 0                |
| 2025             | 鹿児島           | 16               | J3               |                              |                  |                  |                  |                  |                  |                  |                  |
| 通算             | 日本             | 日本             | J2               | 9                            | 0                | 0                | 0                | 1                | 0                | 10               | 0                |
| 通算             | 日本             | 日本             | J3               | \|\|\|\|\|\|\|\|\|\|\|\|\|\| |                  |                  |                  |                  |                  |                  |                  |
| 総通算           | 総通算           | 総通算           | 総通算           | 9                            | 0                | 0                | 0                | 1                | 0                | 10               | 0                |

出場歴
- Jリーグ初出場 - 2023年7月29日 J2第28節 栃木SC戦 (カンセキスタジアムとちぎ)
- 2021年 特別指定選手としての公式戦出場無し

## タイトル

### クラブ
ヴァンフォーレ甲府
- 天皇杯：1回 (2022年)